# Jaegwon Kim
Jaegwon Kim (Daegu, 12 de septiembre de 1934-27 de noviembre de 2019) fue un filósofo estadounidense que trabajó en la Universidad de Brown. Fue especialmente conocido por su trabajo relativo al problema mente-cuerpo. Temas clave en sus obras son: el rechazo de la metafísica cartesiana, las limitaciones de la identidad psicofísica, la superveniencia y la individualización de sucesos. El trabajo de Kim en estos y otros asuntos metafísicos y epistemológicos queda bien representado en los documentos recopilados en Supervenience and Mind: Selected Philosophical Essays (1993).
Kim argumentaba a favor de una forma de materialismo en la que propiedades mentales son «localmente reducibles» a propiedades físicas mediante leyes correlativas específicas de cada especie. El materialismo no reductivo, según él, es problemático en que colapsa o bien en una posición en la que las propiedades mentales no hacen ningún trabajo causal (una forma de eliminativismo) o bien en otra en la que las propiedades mentales no dependen de manera significativa de las propiedades físicas (una forma de dualismo).

## Biografía
Kim estudió dos años de universidad en Seúl, Corea, con especialidad en literatura francesa, antes de pasarse al Dartmouth College en 1955. Poco después, en Dartmouth, cambió a una especialidad combinada en francés, matemáticas y filosofía y obtuvo una licenciatura de grado. Después de Dartmouth, que fue a la Universidad de Princeton, donde obtuvo su doctorado en la filosofía.  
 Kim fue profesor de Filosofía en la Universidad Brown (desde 1987). También enseñó en Swarthmore College, Universidad de Cornell, la Universidad de Notre Dame, la Universidad Johns Hopkins y la Universidad de Míchigan, Ann Arbor. De 1988-1989, fue presidente de la Asociación Filosófica Americana. Desde 1991, fue miembro de la Academia Americana de las Artes y las Ciencias. Y, junto con Ernesto Sosa, fue editor de la revista trimestral filosófica Noûs.  
Según Kim, dos de sus principales influencias filosóficas fueron Carl Hempel y Roderick Chisholm. Hempel, fue quien le envió una carta animándole a ir a Princeton. Más específicamente, Kim afirmaba que esperaba haber aprendido «un cierto estilo de filosofía, que enfatice la claridad, la argumentación responsable y la aversión a las obscuridades estudiadas y las profundidades fingidas». De Chisholm aprendió «a no temer a la metafísica». Esto le permitió ir más allá de los enfoques positivistas lógicos, que había aprendido de Hempel, en sus investigaciones sobre la metafísica y la filosofía de la mente. Aunque no es un positivista lógico, el trabajo de Kim siempre ha respetado las limitaciones impuestas por las ciencias a la especulación filosófica.

## Obra
El trabajo filosófico de Kim se centró en las áreas de filosofía de la mente, metafísica, teoría de acción, epistemología y filosofía de la ciencia.

### Filosofía de la mente
Kim defendió varias teorías cuerpo-mente durante su carrera. Comenzó por defender una versión de la teoría de la identidad a principios de la década de 1970, y luego pasó a una versión no reductiva del fisicalismo, que dependía en gran medida de la relación de superveniencia.
Más recientemente, rechazó el fisicalismo estricto sobre la base de que no es una base suficiente para resolver el problema mente-cuerpo. En particular, ha llegado a la conclusión de que el difícil problema de la conciencia —según el cual una descripción neurofísica detallada y completa del cerebro aún no explicaría el hecho de la conciencia— es insuperable en el contexto de un completo fisicalismo. Sus argumentos contra el fisicalismo se pueden encontrar en sus dos últimas monografías: Mind in a Physical World (1998) y Physicalism, o Something Near Enough (2005). Kim afirma «que el fisicalismo no podrá sobrevivir intacto y en su totalidad». Esto, según Kim, se debe a que las qualia (el aspecto fenoménico o cualitativo de los estados mentales) no pueden reducirse a estados o procesos físicos. Kim afirmaba que «las propiedades mentales no son funcionalmente definibles y por lo tanto funcionalmente irreductibles» y «si la reducción funcional no funciona para las qualia, nada lo hará». Así, hay un aspecto de la mente que el fisicalismo no puede capturar.
En sus últimos años, Kim defendía la tesis de que los estados mentales intencionales (por ejemplo, creencias y deseos) pueden reducirse funcionalmente a sus realizadores neurológicos, pero que los estados mentales cualitativos o fenoménicos (por ejemplo, las sensaciones) son irreductiblemente no físicos y epifenoménicos. Por lo tanto, defendía una versión del dualismo, aunque Kim argumentaba que está cerca del fisicalismo. A partir de marzo de 2008, Kim todavía consideraba que el fisicalismo es la visión del mundo más completa que es irremplazable con cualquier otra visión del mundo.
En una entrevista en 2008 con el diario coreano Joongang Ilbo, Kim afirmó que debemos buscar una explicación naturalista para la mente porque la mente es un fenómeno natural, y la explicación sobrenatural solo proporciona «un enigma sobre otro». Cree que cualquier explicación correcta para la naturaleza de la mente provendría de la ciencia natural en lugar de la filosofía o la psicología.

### Argumento contra el fisicalismo no reductivo
Kim planteó una objeción basada en el cierre causal y la sobredeterminación al fisicalismo no reductivo.
El fisicalismo no reductivo se compromete a seguir tres principios: la irreductibilidad de lo mental a lo físico, alguna versión de la superveniencia físico-mental y la eficacia causal de los estados mentales. El problema, según Kim, es que cuando estos tres compromisos se combinan con algunos otros principios bien aceptados, se genera una inconsistencia que implica la impotencia causal de las propiedades mentales. El primer principio, que la mayoría de los fisiólogos ontológicos aceptaría, es el cierre causal del dominio físico, según el cual, cada efecto físico tiene una causa física suficiente. El segundo principio que Kim observa es el de la exclusión causal, que sostiene que ningún evento normal puede tener más de una causa suficiente. El problema es que un comportamiento no puede tener como causa, tanto un evento físico como un evento mental (superveniente), sin que se produzca un caso de sobredeterminación (violando así el principio de exclusión causal). El resultado es que las causas físicas excluyen que los estados mentales contribuyan causalmente al comportamiento.
El fisicalista no reductivo se ve obligado a elegir entre dos opciones desagradables: uno podría rechazar el principio de exclusión causal y afirmar que en este escenario estamos tratando con un caso genuino de sobredeterminación, o podríamos adoptar el epifenomenalismo. Kim argumentaba que la causalidad mental solo se puede preservar rechazando la premisa de la irreductibilidad a favor de la reducción. Para que las propiedades mentales se consideren causalmente eficaces, deben ser reducibles a las propiedades físicas.

### Metafísica
El trabajo de Kim en metafísica se centró principalmente en los eventos y sus propiedades.
Kim desarrolló una teoría de identidad de eventos, pero no lo defendió en sus últimos años. Esta teoría sostiene que los eventos son idénticos si y solo si ocurren en el mismo momento y lugar y crean la misma propiedad. Por lo tanto, si uno agita diez dedos, se producen varios eventos, incluido el movimiento de un número par de dedos, el hecho de agitar dedos que son divisibles por cinco y divisibles uniformemente por diez. Algunos han criticado su teoría por producir demasiados eventos.
Kim también teorizó que los eventos están estructurados. Es conocido por una cuenta de ejemplificación de propiedad de los eventos. Se componen de tres cosas: Objeto (x), una propiedad (P) y tiempo o un intervalo temporal (t). Los eventos se definen utilizando la operación [x, P, t]. 
Un evento único se define por dos principios: la condición de existencia y la condición de identidad. La condición de existencia indica que "[x, P, t] existe si y solo si el objeto x ejemplifica la propiedad P en el momento t". Esto significa que existe un evento único si se cumple lo anterior. La condición de identidad indica "[x, P, t] es [y, Q, t`] si y solo si x = y, P = Q y t = t`". 

### Epistemología
Kim fue un crítico de la epistemología «naturalizada» popularizada por Willard Van Orman Quine en la segunda mitad del siglo XX. El influyente artículo de Kim, «¿Qué es la 'Epistemología Naturalizada?» (1988) argumenta que las epistemologías «naturalizadas» como las de Quine no son epistemologías apropiadas, ya que son meramente descriptivas en su alcance, mientras que generalmente se espera que una «epistemología» haga afirmaciones normativas sobre el conocimiento. Kim argumentaba que la mera descripción de las prácticas de formación de creencias no puede explicar la creencia justificada. (También argumentaba que incluso para individualizar las creencias, el epistemólogo naturalizado debe presuponer criterios normativos de justificación). La epistemología naturalizada no puede abordar el tema de la justificación, y por lo tanto no compartía la misma aspiración que el enfoque tradicional de la epistemología.

## Publicaciones seleccionadas
- (1984) "Epiphenomenal and Supervenient Causation", Midwest Studies in Philosophy, Vol. IX, Peter A. French, Theodore E. Uehling, Jr., and Howard K. Wettstein, eds. Minneapolis: University of Minnesota Press, 1984, pp. 257–70.
- (1988) "What is 'Naturalized Epistemology'?", Philosophical Perspectives, Vol. 2 (1988): 381-405.
- (1993) Supervenience and Mind, Cambridge University Press.
- (1998) Mind in a Physical World, MIT Press.
- (1999) Making sense of Emergence, Philosophical Studies 95, pp. 3–36.
- (2005) Physicalism, or Something Near Enough, Princeton University Press. (Chapter 1 PDF)
- (2006) Philosophy of Mind, 2nd ed., Westview Press.